# C.J.ウィルソン (野球)
クリストファー・ジョン・ウィルソン（Christopher John Wilson, 1980年11月18日 - ）は、アメリカ合衆国カリフォルニア州オレンジ郡ニューポートビーチ出身の元プロ野球選手（投手）。左投左打。
ストレイト・エッジでもある。

## 経歴

### プロ入り前
オレンジ郡ファウンテンバレー市のファウンテンバレー高等学校を1998年に卒業し、サンタアナ短期大学へ進学。2000年にはカリフォルニア州短大リーグのMVPを受賞した。2001年はロヨラ・メリーマウント大学へ進学した。

### レンジャーズ時代
2001年のMLBドラフト5巡目（全体141位）でテキサス・レンジャーズから指名を受け、6月12日に契約した。契約後、アパラチアンリーグのルーキー級プラスキ・レンジャーズとA級サバンナ・サンドナッツでプレー。A級サバンナでは5試合に登板し、1勝2敗・防御率3.18・26奪三振の成績を残した。
2002年はA+級シャーロット・レンジャーズとAA級タルサ・ドリラーズでプレー。A+級シャーロットでは26試合に登板し、10勝2敗1セーブ・防御率3.06・76奪三振の成績を残した。
2003年はAA級フリスコ・ラフライダーズで22試合に登板し、6勝9敗、防御率5.05・89奪三振の成績を残した。8月12日にトミー・ジョン手術を受けた。
2004年は前年の手術の影響でシーズンを全休した。
2005年はA+級ベーカーズフィールド・ブレイズで開幕を迎え、5月にAA級フリスコへ昇格。6月10日にレンジャーズとメジャー契約を結び、同日のフロリダ・マーリンズ戦でメジャーデビュー。8回2死から登板し、0.1回を1安打無失点に抑えた。6月19日のワシントン・ナショナルズ戦から先発に転向。しかし3.2回を投げ9安打3失点でメジャー初黒星を喫した。計6試合に登板したが、0勝2敗・防御率8.78と結果を残せず、7月7日にAA級フリスコへ降格した。7月31日に再昇格し、8月26日のミネソタ・ツインズ戦では、6点リードの6回表からロングリリーフを任され、4回を1安打3失点に抑えメジャー初セーブを記録。8月30日のシカゴ・ホワイトソックスとのダブルヘッダー第1試合目では、同点の4回表から登板し、5回を2安打1失点に抑え、メジャー初勝利を挙げた。試合後にAA級フリスコへ降格。9月5日に再昇格した。この年は24試合に登板し、1勝7敗1セーブ・防御率6.94・30奪三振の成績を残した。
2006年2月16日にレンジャーズと1年契約に合意。3月31日に右肩の故障で15日間の故障者リスト入りし、4月14日に復帰した。復帰後は16試合に登板していたが、防御率5.12と苦戦し、6月1日にAAA級オクラホマ・レッドホークスへ降格した。7月18日に再昇格し、その後はリリーフに定着した。この年は44試合に登板し、2勝4敗1セーブ・防御率4.06・43奪三振の成績を残した。
2007年3月1日にレンジャーズと1年契約に合意。7月31日にクローザーのエリック・ガニエがボストン・レッドソックスへ移籍したため、8月からクローザーに起用された。この年は66試合に登板し、2勝1敗12セーブ・防御率3.03・63奪三振の成績を残した。
2008年2月25日にレンジャーズと1年契約に合意。この年もクローザーとして登板していたが、8月6日に左肘の故障で15日間の故障者リスト入りし、そのままシーズンを終えた。この年は50試合に登板し、2勝2敗24セーブ・防御率6.02・41奪三振の成績を残した。オフの10月2日に故障者リストから外れた。
2009年1月20日にレンジャーズと185万ドルの1年契約に合意。この年は自己最多の74試合に登板し、5勝6敗14セーブ・防御率2.81・84奪三振の成績を残した。
2010年1月18日にレンジャーズと310万ドルの1年契約に合意。この年から先発に転向。33試合に登板し、チーム最多の204イニングを投げ、チーム最多の15勝（8敗）、防御率は3.35だった。リーグ最多の93四球を与えたが、被本塁打をわずか10本、左打者に対しては被打率.144、被OPS.400、被本塁打0本だった。
2011年1月18日にレンジャーズと700万ドルの1年契約に合意。クリフ・リーの移籍に伴い、開幕投手を任された。開幕戦は6回途中4失点で降板したものの、それ以降は調子を1年間維持し、オールスターにも選出された。最終的には前年を上回る34試合に登板し223.1イニングを投げ、防御率は2.94にまで良化させた。また、前年リーグ最多だった四球を74個に減らしレンジャーズの投手としては1991年のノーラン・ライアン以来の200奪三振となる206奪三振を奪った。

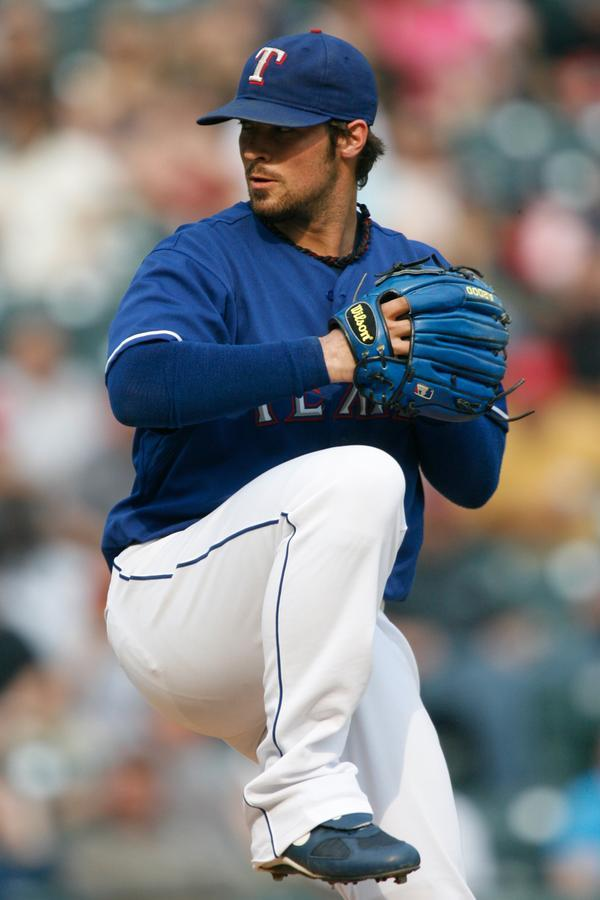
レンジャーズ時代

投球内容も大幅に改善させ、最終的に自己最多かつチーム最多タイの16勝を挙げ前年よりも充実したレギュラーシーズンを送り、エースとしての重責を果たした。オフの10月30日にFAとなった。

### エンゼルス時代
2011年12月8日にロサンゼルス・エンゼルス・オブ・アナハイムと総額7750万ドルの5年契約（2年目まで全球団対象のトレード拒否権、3年目から5年目まで8球団を対象としたトレード拒否権付き）に合意。12月9日にワールドシリーズで対戦したアルバート・プホルスと共にエンゼル・スタジアム・オブ・アナハイムで入団会見を行った。
2012年、前半戦は18試合に登板して9勝5敗・防御率2.43で折り返し、オールスターにも2年連続選出されたが、指先の怪我で出場を辞退。後半は打ち込まれる試合が増え、最終的に13勝10敗、防御率3.83でシーズンを終えた。最終登板となった10月1日の試合後、後半戦は肘に違和感を抱えながらの投球だったことを話し、オフに骨棘除去手術を行うことを発表した。
2013年は33試合に登板し、自己最多の17勝（7敗）、防御率3.39だった。QS率は71％を記録した。
2014年は開幕後19試合に登板していたが、7月10日に右足首の捻挫で15日間の故障者リスト入りし、8月2日に復帰した。この故障の影響もあって先発投手転向後では、自己最少の31先発登板に終わり、投球イニングも転向後初となる200.0イニング未達となった。防御率は4.51まで悪化し、ア・リーグワースト1位の85四球を与えた。しかし、13勝を挙げて5年連続2ケタ勝利とし、何とか面目を保った。
2015年は、21試合に先発登板して防御率3.89・8勝8敗・132.0イニングで46四球・110奪三振という成績を残したが、先発転向後では初めて規定投球回到達を逃した。これは、8月1日に戦線離脱し、骨棘を除去する手術を受ける必要性が生じた為である。
2016年は、肩と肘の手術を行った影響もあり、メジャーでの登板は無かった。またマイナーリーグでもA+級でのリハビリ登板1試合に終わった。オフの11月3日にFAとなった。
2017年2月8日に引退を表明した。今後はカーレーサーとして活動すると報じられている。

## 引退後
- 「カーレースに取り組む」の報道通り、自らが出資して「C.J.ウィルソン・レーシング」を設立し、オーナーを務めている。チームはIMSA スポーツカー選手権にスポット参戦している。
また自身もチューンアップしたマツダ・MX-5などでヒルクライムレースに参加している。

## 投球スタイル
スリークォーターからリリーフ時には最速97mph（156km/h）・平均約93mph（150km/h）のフォーシームとスライダーを中心に投球を組み立て、先発転向後は平均約91mph（146km/h）を計測する速球（フォーシーム、ツーシーム）、80mph後半（約140km/h前後）のカットボールと80mph台前半のスライダー、70mph代のカーブ、チェンジアップといった多彩な球種を織り交ぜる投球が持ち味。リリーフ時代の奪三振率は毎年9前後を推移していた。先発転向後は奪三振率を多少落としているがゴロ率が上がり打たせて取る投球を心掛けている。（球種ではなくオモチャの）ジャイロボールに熱心に取り組んでいることでも知られている。 

## 詳細情報

### 年度別投手成績
| 年 度      | 球 団      | 登 板 | 先 発 | 完 投 | 完 封 | 無 四 球 | 勝 利 | 敗 戦 | セ 丨 ブ | ホ 丨 ル ド | 勝 率 | 打 者 | 投 球 回 | 被 安 打 | 被 本 塁 打 | 与 四 球 | 敬 遠 | 与 死 球 | 奪 三 振 | 暴 投 | ボ 丨 ク | 失 点 | 自 責 点 | 防 御 率 | W H I P |
| ---------- | ---------- | ----- | ----- | ----- | ----- | -------- | ----- | ----- | -------- | ----------- | ----- | ----- | -------- | -------- | ----------- | -------- | ----- | -------- | -------- | ----- | -------- | ----- | -------- | -------- | ------- |
| 2005       | TEX        | 24    | 6     | 0     | 0     | 0        | 1     | 7     | 1        | 4           | .125  | 220   | 48.0     | 63       | 5           | 18       | 1     | 2        | 30       | 4     | 1        | 39    | 37       | 6.94     | 1.69    |
| 2006       | TEX        | 44    | 0     | 0     | 0     | 0        | 2     | 4     | 1        | 7           | .333  | 191   | 44.1     | 39       | 7           | 18       | 1     | 5        | 43       | 0     | 0        | 23    | 20       | 4.06     | 1.29    |
| 2007       | TEX        | 66    | 0     | 0     | 0     | 0        | 2     | 1     | 12       | 15          | .667  | 285   | 68.1     | 50       | 4           | 33       | 1     | 6        | 63       | 5     | 0        | 25    | 23       | 3.03     | 1.22    |
| 2008       | TEX        | 50    | 0     | 0     | 0     | 0        | 2     | 2     | 24       | 1           | .500  | 214   | 46.1     | 49       | 8           | 27       | 2     | 2        | 41       | 3     | 0        | 35    | 31       | 6.02     | 1.64    |
| 2009       | TEX        | 74    | 0     | 0     | 0     | 0        | 5     | 6     | 14       | 19          | .455  | 323   | 73.2     | 66       | 3           | 32       | 3     | 6        | 84       | 3     | 0        | 29    | 23       | 2.81     | 1.33    |
| 2010       | TEX        | 33    | 33    | 3     | 0     | 0        | 15    | 8     | 0        | 0           | .652  | 850   | 204.0    | 161      | 10          | 93       | 0     | 10       | 170      | 7     | 1        | 83    | 76       | 3.35     | 1.25    |
| 2011       | TEX        | 34    | 34    | 3     | 1     | 0        | 16    | 7     | 0        | 0           | .696  | 915   | 223.1    | 191      | 16          | 74       | 0     | 10       | 206      | 6     | 0        | 89    | 73       | 2.94     | 1.19    |
| 2012       | LAA        | 34    | 34    | 0     | 0     | 0        | 13    | 10    | 0        | 0           | .565  | 865   | 202.1    | 181      | 19          | 91       | 2     | 6        | 173      | 4     | 1        | 102   | 86       | 3.83     | 1.34    |
| 2013       | LAA        | 33    | 33    | 0     | 0     | 0        | 17    | 7     | 0        | 0           | .708  | 913   | 212.1    | 200      | 15          | 85       | 3     | 8        | 188      | 14    | 2        | 93    | 80       | 3.39     | 1.34    |
| 2014       | LAA        | 31    | 31    | 1     | 1     | 0        | 13    | 10    | 0        | 0           | .565  | 761   | 175.2    | 169      | 17          | 85       | 5     | 11       | 151      | 9     | 0        | 95    | 88       | 4.51     | 1.45    |
| 2015       | LAA        | 21    | 21    | 0     | 0     | 0        | 8     | 8     | 0        | 0           | .500  | 553   | 132.0    | 118      | 13          | 46       | 2     | 10       | 110      | 11    | 1        | 59    | 57       | 3.89     | 1.24    |
| 通算：11年 | 通算：11年 | 444   | 192   | 7     | 2     | 0        | 94    | 70    | 52       | 46          | .573  | 6090  | 1430.1   | 1287     | 117         | 602      | 20    | 76       | 1259     | 66    | 6        | 672   | 594      | 3.74     | 1.32    |

- 2016年度シーズン終了時。
- 太字はリーグ1位。
- 2016年は試合出場なし。

### 獲得タイトル・表彰・記録
- オールスターゲーム選出：2回（2011年、2012年）

### 背番号
- 36（2005年 - 2011年）
- 33（2012年 - 2015年）